# 伊恩·米道斯
伊恩·米道斯（Ian Meadows，1983年2月4日—）是澳大利亞的一位演員和作家。米道斯出生並成長在西澳大利亞州柯利，曾經就讀於柯廷大學和西澳表演藝術學院並在2005年畢業。

## 外部連結
- 伊恩·米道斯在互联网电影资料库（IMDb）上的資料（英文）
- Ian Meadows on TV.com （页面存档备份，存于）
- Sydney Morning Herald Review of Ian Meadow's "Modern International Dead" performance[]